# All World: Greatest Hits
All World: Greatest Hits – kompilacja największych hitów amerykańskiego rapera LL Cool Ja. Została wydana 5 listopada, 1996 roku. Album został zatwierdzony jako platyna przez RIAA.

## Lista utworów
| Nr | Tytuł                                        | Kompozytorzy                                                                        | Producent(ci)                                                  | Wykonawcy              |
| -- | -------------------------------------------- | ----------------------------------------------------------------------------------- | -------------------------------------------------------------- | ---------------------- |
| 1  | „I Can't Live Without My Radio”              | James Todd Smith, Rick Rubin                                                        | Rick Rubin                                                     | LL Cool J              |
| 2  | „Rock the Bells”                             | James Todd Smith, Rick Rubin                                                        | Rick Rubin                                                     | LL Cool J              |
| 3  | „I'm Bad”                                    | James Todd Smith, Bobby Ervin, Darryl Pierce                                        | L.A. Posse, LL Cool J                                          | LL Cool J              |
| 4  | „I Need Love”                                | James Todd Smith, Bobby Ervin, Darryl Pierce, Steve Ettinger, Dwayne „Muffla” Simon | L.A. Posse, LL Cool J LL Cool J                                | LL Cool J              |
| 5  | „Going Back to Cali”                         | James Todd Smith, Rick Rubin                                                        | Rick Rubin                                                     | LL Cool J              |
| 6  | „Jack The Ripper"                            | James Todd Smith, Rick Rubin                                                        | LL Cool J, Rick Rubin (Co-produced by Dwayne Simon)            | LL Cool J              |
| 7  | „Jingling Baby (Remixed But Still Jingling)” | James Todd Smith, Dwayne „Muffla” Simon, Brian Latture, Dennis Coffey               | LL Cool J (Co-produced by Dwayne Simon) Remixed by Marley Marl | LL Cool J              |
| 8  | „Big Ole Butt”                               | James Todd Smith, Dwayne „Muffla” Simon                                             | LL Cool J (Co-produced by Dwayne Simon)                        | LL Cool J              |
| 9  | „The Boomin' System”                         | James Todd Smith, Marlon Williams                                                   | Marley Marl (Co-produced by LL Cool J)                         | LL Cool J              |
| 10 | „Around The Way Girl”                        | James Todd Smith, Marlon Williams                                                   | Marley Marl (Co-produced by LL Cool J)                         | LL Cool J              |
| 11 | „Mama Said Knock You Out”                    | James Todd Smith, Marlon Williams                                                   | Marley Marl (Co-produced by LL Cool J)                         | LL Cool J              |
| 12 | „Back Seat”                                  | James Todd Smith, Quincy Jones III                                                  | QDIII                                                          | LL Cool J              |
| 13 | „I Need a Beat (Remix)”                      | James Todd Smith, Rick Rubin                                                        | Rick Rubin                                                     | LL Cool J              |
| 14 | „Doin It”                                    | James Todd Smith                                                                    | Rashad Smith                                                   | LL Cool J              |
| 15 | „Loungin (Who Do Ya Luv Remix)”              | James Todd Smith, Bernard Smith, L. White, B. Wright                                | Rashad Smith                                                   | LL Cool J, Total       |
| 16 | „Hey Lover”                                  | James Todd Smith, Rod Temperton                                                     | Rashad Smith                                                   | Boyz II Men, LL Cool J |
| 17 | „Ain't Nobody” (utwór dodatkowy)             | James Todd Smith, Hawk Wolinski                                                     | Rashad Smith, LL Cool J                                        | LL Cool J              |